# Ješiva
| Židé a judaismus |
| Židé • Judaismus • Kdo je Žid |
| Ortodoxní • Konzervativní (Masorti) Progresivní (Reformní - Liberální) • Ultraortodoxní Samaritáni • Falašové • Karaité                                                                                            |
| Etnické skupiny a jazyky |
| Aškenázové • Sefardové • Mizrachim Hebrejština • Jidiš • Ladino • Ge'ez • Buchori |
| Populace (vývoj) |
| Evropa • Amerika • Asie • Afrika • Austrálie |
| Náboženství |
| Bůh • Principy víry • Boží jména 613 micvot • Halacha • Noachidské zákony Mesiáš • Eschatologie |
| Židovské myšlení, filosofie a etika |
| Židovská filosofie Cdaka • Musar • Vyvolenost Chasidismus • Kabala • Haskala |
| Náboženské texty |
| Tóra • Tanach • Mišna • Talmud • Midraš Tosefta • Mišne Tora • Šulchan aruch Sidur • Machzor • Pijut • Zohar |
| Životní cyklus, tradice a zvyky |
| Obřízka • Pidjon ha-ben • Simchat bat • Bar micva Šiduch • Svatba • Ketuba • Rozvod (Get) • Pohřeb Kašrut • Židovský kalendář • Židovské svátky Talit • Tfilin • Cicit • Kipa Mezuza • Menora • Šofar • Sefer Tora |
| Významné postavy židovství |
| Abrahám • Izák • Jákob • Mojžíš Šalomoun • David • Elijáš • Áron Maimonides • Nachmanides • Raši Ba'al Šem Tov • Ga'on z Vilna • Maharal                                                                           |
| Náboženské budovy a instituce |
| Chrám • Synagoga • Ješiva • Bejt midraš Rabín • Chazan • Dajan • Ga'on Kohen (kněz) • Mašgiach • Gabaj • Šochet Mohel • Bejt din • Roš ješiva                                                                      |
| Židovská liturgie |
| Šema • Amida • Kadiš Minhag • Minjan • Nosach Šacharit • Mincha • Ma'ariv • Musaf |
| Dějiny Židů |
| starověk • středověk • novověk |
| Blízká témata |
| Antisemitismus • Gój • Holocaust • Izrael Filosemitismus • Sionismus Abrahámovská náboženství |
| z • d • e |

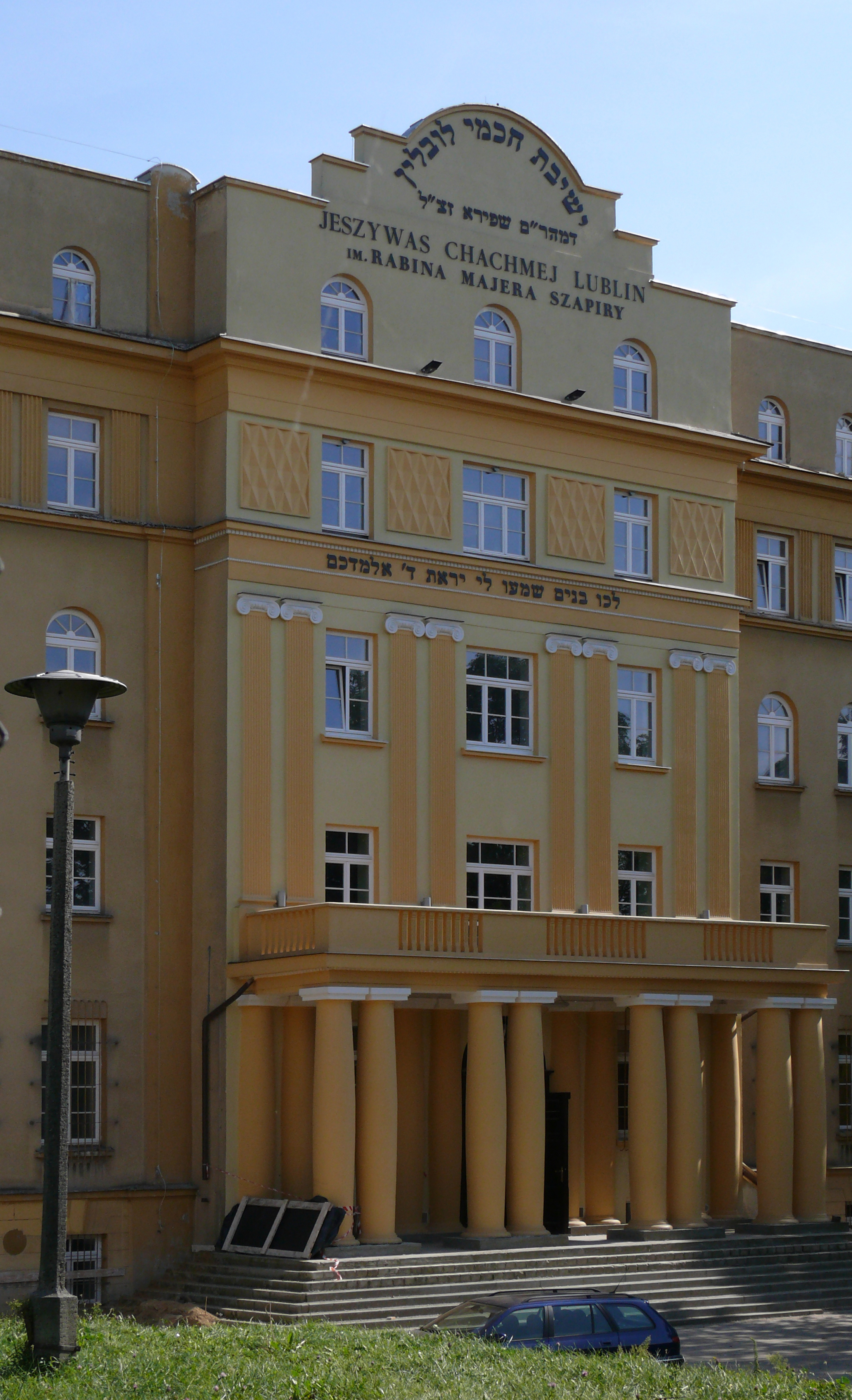
Ješiva Chachmej Lublin, největší ješiva světa v polském Lublinu

Ješiva (hebrejsky: ישיבה, aramejsky: מתיבתא metivta; doslova „zasedání“ nebo „sezení“; pl. ješivot) je židovská škola vyššího vzdělání, určená zejména pro studování Talmudu a židovského náboženského práva – halachy. 
Vzorem pro ješivot byl bejt midraš („dům bádání, učení“), z nějž se pak v Zemi Izraelské (Erec Jisra'el) a Babylonii vyvinuly tzv. „akademie“, v nichž vznikly samostatné verze Talmudu (Jeruzalémský a Babylónský). Absolventi ješivot často vykonávali funkci rabína v židovských komunitách diaspory. Ješivot vznikaly v zemích diaspory od dob středověku a studenti mnohdy z daleka chodili poslouchat přednášky (ši'urim) slavných učenců nebo čelných představitelů školy (rašej ješivot; sing. roš ješiva). O chod ješivy a o studenty se mnohdy starala židovská obec (kehila), či nadace nebo dobročinné spolky.
Někdy bývá součástí ješivot i tzv. kolel, což je výraz užívaný pro vyšší a samostatnější studium Talmudu. Původně označoval pouze studium pro ženaté muže, dnes jsou studenty kolelu často i muži svobodní. Studenti kolelu většinou aspirují na kariéru rabínů – poskim (halachických autorit oprávněných vynášet halachická rozhodnutí) nebo talmudických učenců.
Prvotním impulsem k vytvoření kvalitní sítě ješivot na bázi moderního školství byla činnost Gaona z Vilna. Systém židovských škol vyššího vzdělání – ješivot – se během minulosti rozvinul převážně v oblasti východní Evropy. Po první světové válce se hodně ješivot z východní Evropy přesunulo do Severní Ameriky, Země Izraelské, Anglie a dalších zemí.

## Etymologie
Podle židovské tradice mají studenti při výuce sedět. Z této činnosti je i odvozen název této instituce, tj. doslova „sezení“ či „zasedání“ – hebrejsky ješiva. Tento způsob výuky se časem přenesl i do označení dvou velkých talmudických akademií v Babylonii (Sura a Pumbedita), které byly známy jako štej ha-ješivot – doslova „dvě školy“.

## Akademický rok
Akademický rok se dělí do tří trimestrů, které se označují jako zmanim. První trimestr (Elul zman) začíná počátkem židovského měsíce Elul a končí svátkem Jom kipur. Jedná se o nejkratší (cca 6 týdnů), zato však nejintenzivnější z trimestrů. Zimní trimestr začíná svátkem Sukot, trvá do svátku Pesach a trvá celkem 5 měsíců (6 v židovském přestupném roce). Letní trimestr začíná po svátku Pesach a trvá do poloviny měsíce Tamuz nebo počátku období smutku o Tiš'a be-av, tj. přibližně tři měsíce.

## Rozvrh
Následující rozvrh je typický pro tradiční ješivy:
- 07:00 – nepovinný seder (zasedání studia)
- 07:30 – ranní modlitby
- 08:30 – studium židovského práva
- 09:00 – snídaně
- 09:30 – ranní studium Talmudu (nejprve seder)
- 12:30 – Ši'ur („přednáška“) – pokročilí studenti se někdy rozejdou s touto přednáškou
- 13:30 – oběd
- 14:45 – Mincha – odpolední modlitby
- 15:00 – Musar seder – židovská etika
- 15:30 – studium Talmudu (druhý seder)
- 19:00 – večeře
- 20:00 – večerní seder – shrnutí přednášky, nebo studium dle vlastního výběru
- 20:25 – Musar seder – židovská etika
- 20:45 – Ma'ariv – večerní modlitba
- 22:00 – nepovinný seder

Rozvrh se může den ode dne měnit, některé dny je kladen větší důraz na studium biblických nebo halachických textů. Vyučuje se od neděle do čtvrtka. Ve čtvrteční noc může obsahovat zvláštní dlouhý noční seder, známý jako mišmar, který může trvat až do jedné hodiny ranní a v některých ješivot pak až do východu slunce. Během pátků je obvykle nejméně jeden ranní seder a odpoledne jsou pak volná. V sobotu je pak šabat.

## Studium

### Ši'ur a chevruta
Studium probíhá buď se studijním partnerem, čemuž se říká chevruta (aramejsky: přátelství) a následně prostřednictvím přednášek (ši'urim). Studium s partnerem probíhá tak, že vždy u jednoho stolu spolu sedí dva lidé proti sobě a studují vybranou talmudickou nebo biblickou pasáž. Následně spolu diskutují a vzájemně si oponují své názory, a tím se snaží dojít k nějakému vysvětlení. Své poznatky a postřehy si mohou během studia vyměňovat s ostatními studenty nebo se svým učitelem – rabínem – který jim je vždy k dispozici. Po většinou několikahodinovém studiu v chevrutě často následuje ši'ur, kde se setkává celý cheder („třída“) a společně studovanou pasáž probírají, nyní již pod vedením rabína, který jednotlivé studenty vyvolává.

### Talmud
Při studiu v ješivě se klade hlavní důraz na studium Talmudu, jeho komentářů a jejich následné analýzy.

### Židovské náboženské právo
Pozornost je věnována také studiu halachy. Nejběžněji studovaným textem je Šulchan aruch rabiho Josefa Kara a komentáře k němu, jako např. Mišna brura, sepsaná rabim Jisra'elem Meirem Kaganem.

### Etika
Nejznámější studijní text k výuce etiky, který se v ješivot používá, je Cesta přímých (Mesilat ješarim) od rabiho Mošeho Chajima Luzzata. Mezi další často studovaná díla patří:
- Orchot cadikim (Cesty (způsoby) spravedlivých)
- Chovot ha-levavot (O povinnostech srdce) – autor Bachja ben Josef ibn Pakuda
- Ma'alot ha-midot
- Michtav me-Elijahu (Dopis od Elijáše) – sbírka etických esejů od rabi Elijahu Desslera.

Na řadě ješivot se studují díla, která mají vztah k ideologii hnutí, které je provozuje. Na chasidských ješivách se tak studují texty především chasidských autorů nebo autorů příslušejících k určité chasidské dynastii, na nábožensko-sionistických ješivot texty Abrahama Isaaca Kooka apod.

### Bible
Studium Bible je součástí studijního programu řady ješivot. Je zaměřeno především na tradiční komentáře, jako Raši, Ramban nebo Ibn Ezry, nikoli samotný biblický text, jehož znalost se u studentů předpokládá. Některé ješivot používají i moderní komentáře a postupy při studiu biblických textů.

## Ješivy v Čechách a na Moravě
Ješivot se nacházely i v českých a moravských zemích. Mezi nejznámější patřily ješivot v Praze (Academia Judaeorum), Kolíně (Kallirova), Tachově, Kroměříži (v židovské radnici), Prostějově, Holešově (Šachova), Boskovicích (Kolinova), Mikulově (Benetova), Uherském Brodě a Lipníku nad Bečvou. Většina z nich však zanikla během 19. století. Poslední ješiva v Golčově Jeníkově byla zrušena roku 1881. V Praze v letech 1905-1942 existovala židovská náboženská škola Talmud-Tora.
V současnosti působí v Česku ješiva Maharal Institute, založená v roce 2009 u příležitosti 400. výročí Maharalova úmrtí, a sefardská ješiva Shuva Israel Prague otevřená v prosinci 2011 pod vedením rabína J. J. Pinta.

## Ješivy ve světě
Největší ješiva světa, Ješiva Chachmej Lublin, fungovala v letech 1930–1939 v polském Lublinu. V současnosti jsou v provozu ješivy především v Izraeli a USA.

### Ješivy na Slovensku
Nejstarší ješiva na Slovensku byla bratislavská ješiva. Další významné ješivy byly v Galantě, Trnavě, Vrbově, Huncovcích, Šuranech, Dunajské Stredě a Košicích, menší v Nitře, Seredi, Komárně, Liptovském Mikuláši, Vranově nad Topľou a v Humenném.